# Pinar del Rey (metrostation)
Pinar del Rey is een metrostation in het stadsdeel Hortaleza van de Spaanse hoofdstad Madrid. Het station werd geopend op 15 januari 2007 en wordt bediend door lijn 8 van de metro van Madrid.